# Boghos Levon Zekiyan
Boghos Lévon Zékiyan (in lingua armena Պօղոս Լեւոն Զէքիեան; Istanbul, 21 ottobre 1943) è un arcivescovo cattolico turco, dal 21 ottobre 2024 arcieparca emerito di Costantinopoli degli armeni.

## Biografia
Boghos Lévon Zékiyan è nato il 21 ottobre 1943 nella capitale Istanbul, omonima provincia ed arcieparchia, nella parte nord-occidentale della Repubblica di Turchia; la sua famiglia apparteneva alla Chiesa armeno-cattolica, una minoranza cristiana di omonimo rito separatasi dalla Chiesa apostolica armena ed entrata in comunione con la Santa Sede nel 1742.

### Formazione e ministero sacerdotale
Dopo aver ricevuto l'istruzione primaria, sentendo maturare una precoce vocazione al sacerdozio, nel 1955 si è iscritto al seminario minore dell'Ordine mechitarista sull'isola di San Lazzaro degli Armeni nella laguna di Venezia, dove è rimasto fino al 1959. In seguito si è trasferito a Roma, dove ha frequentato la Pontificia Università Gregoriana conseguendo prima la licenza in filosofia nel 1962 e poi quella in teologia quattro anni dopo; intanto, nel 1964 aveva emesso la professione solenne nell'Ordine mechitarista. Dal 1966 al 1968 si è poi specializzato nel campo della teologia e della spiritualità orientale; in questo periodo ha ricevuto l'ordinazione sacerdotale il 21 maggio 1967 per imposizione delle mani di Garabed Amadouni, vescovo titolare di Amatunte di Cipro ed esarca apostolico di Francia per i fedeli di rito orientale.
Successivamente è tornato in Turchia, dove si è iscritto all'Università Statale di Istanbul e qui nel 1973 ha conseguito il dottorato con una dissertazione intitolata "Il principio d'interiorità nella teoria di conoscenza di S. Agostino e l'auto-conoscenza del soggetto"; intanto nel 1971 aveva cominciato ad insegnare presso il Liceo mechitarista del quartiere di Pangaltı ed il Liceo "Getronagan", per un triennio, e presso il Liceo italiano di Istanbul, fino al 1972.
Nel 1974 si è nuovamente trasferito a Venezia, dove quell'anno ha cominciato ad insegnare al collegio armeno Moorat-Raphaël, è divenuto segretario dell'Accademia armena dei Padri Mechitaristi di San Lazzaro fino al 1981, vicedirettore della rivista accademica armena Bazmavep nella raccolta annuale Revue des Études Arméniennes fino al 1979 e direttore del periodico Hye Endanik per otto anni. A partire dal 1976 ha iniziato ad insegnare dialetti iranici all'Università Ca' Foscari Venezia ed è divenuto collaboratore del Centro di studi e documentazione della Cultura armena a Milano fino al 1990. Nel 1980 è divenuto rettore del periodico Bazmavep per un quinquennio, mentre nel 1981 ha ottenuto la cattedra di lingua e letteratura armena alla Ca' Foscari, insegnamento da lui fondato cinque anni prima e che era riuscito ad ottenere lo statuto di lingua fondamentale quadriennale nel corso di laurea in lingue e civiltà orientali; ha ricoperto tale ufficio fino al novembre 2011.
Nel 1982 è stato promosso rettore del collegio armeno Moorat-Raphaël, divenendo anche membro del comitato nell'Associazione internazionale di studi armeni (AIEA) fino al 1989 e poi di nuovo dal 1997; inoltre lo stesso anno ha cominciato ad organizzare le "Giornate di Studio: Gli Armeni nella cultura Italiana", curandone le edizioni fino al 1986, escluso il 1985. In seno al Moorat-Raphaël ha fondato e diretto il corso intensivo estivo di lingua e cultura armeno dal 1984 al 1986, anno in cui lo ha trasferito a Ca' Foscari. Nel 1987 ha co-fondato ed è divenuto presidente dell'Associazione "Padus-Araxes", mentre nel 1988 ha cominciato ad insegnare teologia e spiritualità della Chiesa armeno-cattolica al Pontificio istituto orientale di Roma, ricevendo anche la nomina di consultore della commissione speciale di studi sull'Oriente Cristiano presso la Congregazione per le Chiese orientali, ed è divenuto professore inviato al Collegio internazionale armeno americano dell'Università di La Verne, negli Stati Uniti d'America, svolgendo quest'ultimo ufficio fino al 1992. Inoltre ha anche organizzato il V Simposio internazionale di arte armena (1988) e la mostra "Gli armeni in Italia" (1990).
Nel 1991 ha co-fondato ed è divenuto vicepresidente dell'Associazione "Italiarmenia", divenendo poi membro del direttivo dal 1997 al 2000 e socio d'onore dal 1999. Ha ricevuto numerosi riconoscimenti accademici: nel 1992 socio corrispondente dell'Istituto veneto di scienze, lettere ed arti; nel 1994 membro dell'Accademia nazionale delle scienze d'Armenia e professore onorario della Libera Università "Hrachia Adjarian" di Erevan; nel 2000 è stato decorato con la medaglia d'oro dell'Università Statale di Erevan e dottore honoris causa della stessa università. Nel 1993 ha lasciato l'Ordine mechitarista per incardinarsi, cinquantenne, come presbitero del patriarcato di Venezia, passando così al rito latino.

### Ministero episcopale
Il 21 maggio 2014 papa Francesco lo ha nominato amministratore apostolico sede plena di Costantinopoli degli armeni assegnandogli contestualmente la sede titolare di Amida degli armeni con titolo personale di arcivescovo. Ha ricevuto la consacrazione episcopale il 13 settembre seguente, nella chiesa armena del Santo Salvatore ad Istanbul, per imposizione delle mani di Nerses Bedros XIX Tarmouni, patriarca di Cilicia degli armeni, assistito dai co-consacranti Boutros Marayati, arcieparca di Aleppo degli armeni, e Kricor-Okosdinos Coussa, eparca di Alessandria degli armeni.
Il 1º ottobre seguente è stato ricevuto in udienza dal pontefice nella Domus Sanctae Marthae mentre dal 28 al 30 novembre dello stesso anno lo ha accolto durante il suo viaggio apostolico in Turchia.
Il 21 marzo 2015, con l'accettazione della rinuncia per motivi d'età di Hovhannes Tcholakian, che si è dimesso alla straordinaria età di novantacinque anni dopo aver guidato l'arcieparchia per ben quarantotto anni, è stato nominato arcieparca di Costantinopoli degli armeni. In seguito ha preso possesso dell'arcieparchia durante una cerimonia svoltasi nella cattedrale di Santa Maria ad Istanbul. Grazie ai suoi sforzi ed al suo interessamento, il 12 aprile successivo San Gregorio di Narek è stato proclamato dottore della Chiesa. Lo stesso mese è stato eletto presidente della Conferenza episcopale della Turchia succedendo a Ruggero Franceschini, O.F.M.Cap., arcivescovo metropolita di Smirne; la stessa assemblea lo ha chiamato anche a prendere parte alla XIV assemblea generale ordinaria del Sinodo dei vescovi, svoltasi nella Città del Vaticano dal 4 al 25 ottobre dello stesso anno, con tema La vocazione e la missione della famiglia nella Chiesa e nel mondo contemporaneo.
Nel 2016 papa Francesco lo ha nominato suo delegato per l'Ordine mechitarista, cominciando il proprio mandato il 1º giugno di quell'anno.
Ha terminato il proprio mandato come presidente della conferenza episcopale il 13 settembre 2018, quando gli è succeduto Rubén Tierrablanca González, O.F.M., vescovo titolare di Tubernuca, vicario apostolico di Istanbul ed amministratore apostolico di Costantinopoli dei greci.
Il 12 novembre 2020 è stato nuovamente ricevuto in udienza dal papa.
Il 21 ottobre 2024 papa Francesco ha accolto la sua rinuncia, presentata per raggiunti limiti di età, al governo pastorale dell'arcieparchia di Costantinopoli degli armeni.
Conosce la lingua armena antica e moderna, l'italiano, il francese, l'inglese, il tedesco, il turco, il russo, il georgiano, il latino, l'ebraico biblico, il greco moderno e antico (livello elementare). I suoi ambiti di studio includono letteratura, filologia, storia e cultura armena, e al contempo è impegnato nella scrittura di saggi di filosofia e teologia.

## Genealogia episcopale e successione apostolica
La genealogia episcopale è:
- Cardinale Scipione Rebiba
- Cardinale Giulio Antonio Santorio
- Cardinale Girolamo Bernerio, O.P.
- Arcivescovo Galeazzo Sanvitale
- Cardinale Ludovico Ludovisi
- Cardinale Luigi Caetani
- Cardinale Ulderico Carpegna
- Cardinale Paluzzo Paluzzi Altieri degli Albertoni
- Papa Benedetto XIII
- Papa Benedetto XIV
- Papa Clemente XIII
- Cardinale Bernardino Giraud
- Cardinale Alessandro Mattei
- Cardinale Pietro Francesco Galleffi
- Cardinale Giacomo Filippo Fransoni
- Cardinale Andon Bedros IX Hassoun
- Patriarca Stepanos Bedros X Azarian
- Patriarca Avedis Bedros XIV Arpiarian
- Patriarca Iknadios Bedros XVI Batanian
- Patriarca Hovhannes Bedros XVIII Kasparian, I.C.P.B.
- Patriarca Nerses Bedros XIX Tarmouni
- Arcieparca Lévon Boghos Zékiyan

La successione apostolica è:
- Arcivescovo Lorenzo Piretto, O.P. (2015)

## Opere
Alcuni saggi dell'arcieparca Zékiyan:
- Les premiers pas du theatre armenien et le mouvement se la renaissance armenienne: apercu synthetique, 1975
- Mechitar di Sebaste rinnovatore e pioniere, Venezia, 1977
- Un dialogue oecumenique au XII siecle: les pourparlers entre le catholicos Nerses Snorhali et le legat imperial Theorianos en vue de l'union des eglises armenienne et byzantine, Venezia, 1978
- Le colonie armene del medio evo in Italia e le relazioni culturali italo-armene: materiale per la storia degli Armeni in Italia, Venezia, S.Lazzaro, 1978
- L'interiorismo agostiniano: la struttura onto-psicologica dell'interiorismo agostiniano e la "memoria sui", Genova, Studio editoriale di cultura, 1981
- Gli Armeni in Italia, Roma, De Luca edizioni d'arte, 1990
- Lo studio delle interazioni politiche e culturali tra le popolazioni della Subcaucasia: alcuni problemi di metodologia e di fondo in prospettiva sincronica e diacronica, Spoleto, Centro italiano di studi sull'Alto medioevo, 1996
- Quelques observations critiques sur le "Corpus Elisaeanum", Roma, Pontificio Istituto orientale, 1997
- The Armenian way to modernity: Armenian identity between tradition and innovation, specificity and universality: an inquiry into the impact of the modern world on Armenian society from the Renaissance through Enlightenment up to the genocidal catastrophe of 1915, Venezia, Supernova, 1997
- L'Armenia e gli armeni: polis lacerata e patria spirituale: la sfida di una sopravvivenza, Milano, Guerini, 2000
- La formazione e gli sviluppi tra gli armeni di correnti ecclesiali simpatizzanti per la comunione romana: spunti per una rilettura delle dinamiche storiche, Soveria Mannelli, Rubbettino, 2003
- I processi di cristianizzazione e di alfabetizzazione dell'Armenia in funzione di "modelli": verso una teologia dell'etnia e della "Chiesa etnica", Roma, Pontificio Istituto Orientale, 2004
- I processi formativi della coscienza d'identità dell'Armenia Cristiana e l'emergere di una chiesa etnica, Roma, Accademia Nazionale dei Lincei, 2004
- La visione di Mechitar del mondo e della chiesa: una "Weltanschauung" tra teologia e umanesimo, Venezia, Istituto veneto di scienze, lettere ed arti, 2004
- Odian, Yervant, Missione a Dzablvar: epistolario socialista del compagno Phanchuni; a cura di Andrea Scala; postfazione di Boghos Levon Zekiyan, Roma, Lavoro, 2004
- Le dinamiche dell'amore nella mistica e nella percezione metafisica di San Gregorio di Narek, Venezia, I.S.E., 2005
- Paradigms of Peace and War in Medieval Christianity: The Armenian Case: A Frontier People Facing Christian and Non-Christian Powers, Roma, Pontificium Institutum Orientalium Studiorum, 2006
- I sacramenti dell'iniziazione nell'Oriente cristiano, con particolare riguardo all'antica tradizione catechetica antiocheno-armena, Venezia, Marcianum, 2007
- Armenian Self-Perception between Ottomans and Safavids: A Historical Model of Christian-Muslim Interrelation and Attempt to Re-Evaluate Its Message, Roma, Pontificium Institutum Orientalium Studiorum, 2009
- Storia religiosa dell'Armenia: una cristianità di frontiera tra fedeltà al passato e sfide del presente, a cura di Luciano Vaccaro, Boghos Levon Zekiyan, Milano, Centro Ambrosiano, 2010
- Corso intensivo di lingua e cultura armena: annali 2. 1986-2010: Università degli studi di Venezia, Venezia, Associazione culturale Padus-Araxes, 2010
- Hrand Nazariantz, fedele d'amore, a cura di Paolo Lopane; con il contributo di Cosma Cafueri ... [et al.]; introduzione di Boghos Levon Zekiyan, Bari, F.A.L. vision, 2012
- Il buon messaggio seguendo Matteo, a cura di Enzo Mandruzzato; con un testo di Boghos Levon Zekiyan, Torino, Lindau, 2013
- Pampaloni, M. S.I., Bressane de Oliveira, A. S.I. (a cura di ), Boghos Levon Zekiyan. Coscienza e memoria. Scritti su Agostino e Bernard Lonergan. Editoria di Facoltà 06/2021. Pontificio Istituto Orientale & Valore Italiano.